# Sariaya
Sariaya (Bayan ng Sariaya) är en kommun i Filippinerna. Kommunen ligger på ön Luzon, och tillhör provinsen Quezon. Folkmängden uppgår till 114 568 invånare.
Sariaya är indelat i 43 barangayer.

## Bildgalleri

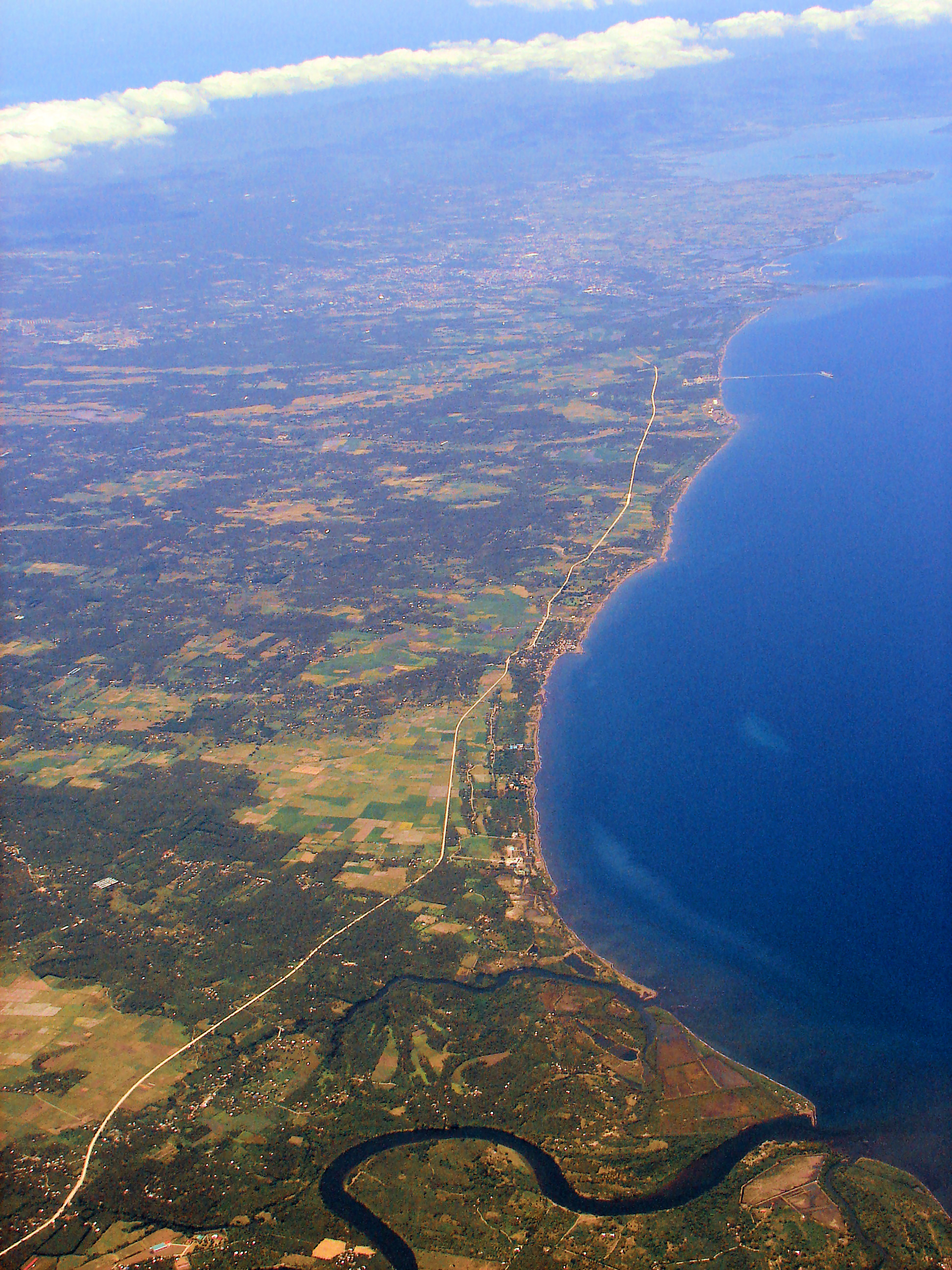